# Dobsonia crenulata
Dobsonia crenulata é uma espécie de morcego da família Pteropodidae. Endêmica da Indonésia.